# Neoxantina sintasi
Neoxantina sintasi è un enzima numero EC 5.3.99.9 appartenente alla classe delle isomerasi, che catalizza la seguente reazione:
violaxantina ⇄ neoxantina